# 日喀则清真寺
日喀则清真寺，位于西藏自治区日喀则市桑珠孜區，是一座伊斯兰教清真寺。

## 简介
日喀则清真寺位于桑珠孜區城南办事处帮佳孔居委会辖区内。该寺始建于1343年4月。从14世纪开始，来自今沙特阿拉伯、巴基斯坦、克什米尔等国家和地区及中国宁夏、甘肃、青海等地的穆斯林已经开始在日喀则定居。1343年，穆斯林筹资在当时日喀则城南创建了该清真寺。清朝乾隆年间，清廷决定在江孜、日喀则派驻军队之后，部分来自四川、陕西一带的军队中的穆斯林驻防日喀则，在此形成了小型穆斯林居住区，其间多次筹资修缮或重建该清真寺。该寺是今日喀则市境内从古至今唯一一座清真寺。清朝时依照定制，还在日喀则城外、年楚河以东的山坡上划出穆斯林墓地，如今该墓地仍存有墓葬数十座、墓碑十余通。
日喀则清真寺的主体建筑为藏式平顶建筑，坐西朝东，建筑面积为320平方米，为2001年7月7日在该寺原址上重建而成。该寺平面呈长方形，寺门两侧有高10多米的宣礼塔，塔上装有铁制新月形塔尖。寺门呈拱形，与塔之间有短墙相连接。寺顶是大型穹隆圆顶。
该寺被列为日喀则市文物保护单位。